# 得粮駅
得粮駅（トゥンニャンえき）は、大韓民国全羅南道宝城郡にある韓国鉄道公社（KORAIL）慶全線の駅である。

## 駅構造
- 島式ホーム1面2線の地上駅。

## 歴史
- 1930年12月25日 - 普通駅として開業[1]。

## 隣の駅
韓国鉄道公社
慶全線
礼堂駅 - 得粮駅 - 宝城駅